# Marathon van Hokkaido

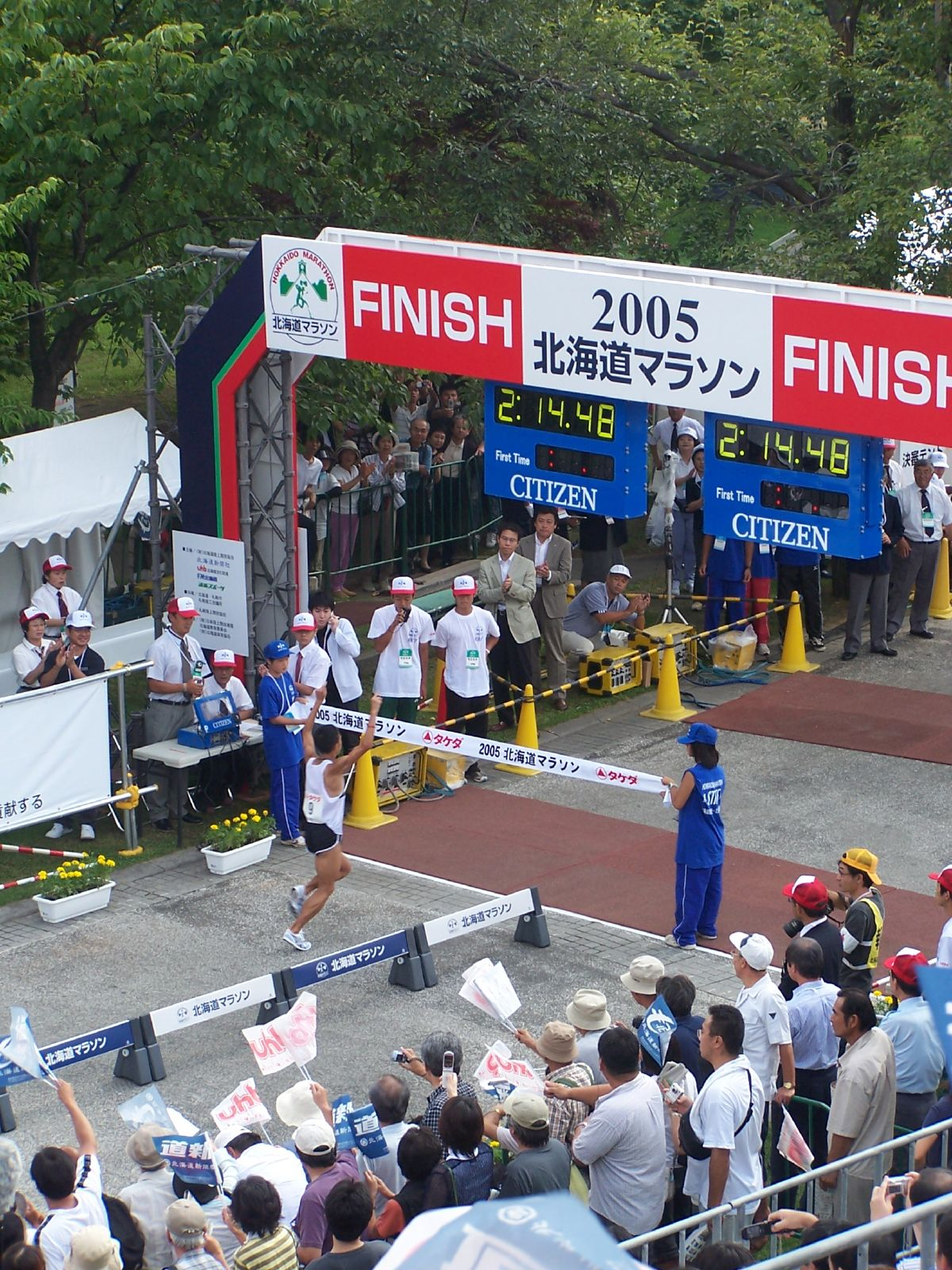
Tomonori Watanabe gaat over de finish in de wedstrijd van 2005.

De Marathon van Hokkaido (Japans: 北海道マラソン) is een marathon (42,195 km), die vanaf 1987 jaarlijks in Sapporo (Hokkaido) wordt gehouden. 
In het eerste jaar, 1987, werd hij uitsluitend door vrouwen gelopen, het jaar daarop ook door mannen. De Japanse Masako Chiba won de marathon drie keer (in 2001, 2004 en 2005), terwijl Lorraine Moller uit Nieuw-Zeeland (1989 en 1991) en Olga Appell uit Mexico (1992 en 1994) elk tweemaal zegevierden. 
In 2009 werd de maximale finishtijd verhoogd van vier naar vijf uur. In 2013 steeg het aantal deelnemers die de volledige marathon konden uitlopen voor de eerste maal boven de kaap van 10.000 lopers.
Start en aankomst van de marathon zijn in het Odori Park in het centrum van de stad.  De start ligt tussen Nishi 3-chome en Nishi 4-chome, de aankomst is aan Nishi 8-chome.
In 2020 en 2021 werd de Marathon van Hokkaido niet gelopen vanwege de coronapandemie en datumconflicten met de Olympische Spelen van 2020 die vanwege de coronapandemie ook nog moesten worden uitgesteld tot 2021. Wel werden tijdens de Spelen op het parcours van de Marathon van Hokkaido de marathons gelopen.

## Parcoursrecords
- Mannen: 2:10.13 - Ambesse Tolosa  ETH (1998)
- Vrouwen: 2:25.10 - Kiyoko Shimahara  JPN (2009)

## Uitslagen
| datum            | winnaar | land | tijd | winnares | land | tijd |
| ---------------- | --- | --- | --- | --- | --- | --- |
| augustus 2021    | geannuleerd, vanwege het datumconflict met de Olympische en Paralympische Spelen, en de coronapandemie                                   | geannuleerd, vanwege het datumconflict met de Olympische en Paralympische Spelen, en de coronapandemie                                   | geannuleerd, vanwege het datumconflict met de Olympische en Paralympische Spelen, en de coronapandemie                                   | geannuleerd, vanwege het datumconflict met de Olympische en Paralympische Spelen, en de coronapandemie                                   | geannuleerd, vanwege het datumconflict met de Olympische en Paralympische Spelen, en de coronapandemie                                   | geannuleerd, vanwege het datumconflict met de Olympische en Paralympische Spelen, en de coronapandemie                                   |
| augustus 2020    | geannuleerd, initieel vanwege het datumconflict met de Olympische en Paralympische Spelen, later bevestigd omwille van de coronapandemie | geannuleerd, initieel vanwege het datumconflict met de Olympische en Paralympische Spelen, later bevestigd omwille van de coronapandemie | geannuleerd, initieel vanwege het datumconflict met de Olympische en Paralympische Spelen, later bevestigd omwille van de coronapandemie | geannuleerd, initieel vanwege het datumconflict met de Olympische en Paralympische Spelen, later bevestigd omwille van de coronapandemie | geannuleerd, initieel vanwege het datumconflict met de Olympische en Paralympische Spelen, later bevestigd omwille van de coronapandemie | geannuleerd, initieel vanwege het datumconflict met de Olympische en Paralympische Spelen, later bevestigd omwille van de coronapandemie |
| 25 augustus 2019 | Ryo Matsumoto | JPN | 2:12.57 | Mirai Waku | JPN | 2:33.44 |
| 26 augustus 2018 | Okamoto Naomi | JPN | 2:11.29 | Ayuko Suzuki | JPN | 2:28.32 |
| 27 augustus 2017 | Akinobu Murasawa | JPN | 2:14.48 | Honami Maeda | JPN | 2:28.48 |
| 28 augustus 2016 | Ryo Kiname | JPN | 2:13.16 | Kaori Yoshida | JPN | 2:32.33 |
| 30 augustus 2015 | Arata Fujiwara | JPN | 2:16.49 | Yui Okada | JPN | 2:32.10 |
| 31 augustus 2014 | Shigeki Tsuji | JPN | 2:15.24 | Azusa Nojiri | JPN | 2:30.26 |
| 25 augustus 2013 | Koji Gokaya | JPN | 2:14.26 | Yuko Watanabe | JPN | 2:29.13 |
| 26 augustus 2012 | Yuki Kawauchi | JPN | 2:18.38 | Yuri Yoshizumi | JPN | 2:39.07 |
| 28 augustus 2011 | Harun Njoroge Mbugua | KEN | 2:14.10 | Tomo Morimoto | JPN | 2:33.45 |
| 29 augustus 2010 | Cyrus Gichobi Njui | KEN | 2:11.22 | Yumiko Hara | JPN | 2:34.12 |
| 30 augustus 2009 | Daniel Njenga | KEN | 2:12.03 | Kiyoko Shimahara | JPN | 2:25.10 |
| 31 augustus 2008 | Masaru Takamizawa | JPN | 2:12.10 | Yukari Sahaku | JPN | 2:31.50 |
| 9 september 2007 | Julius Gitahi | KEN | 2:17.26 | Yuri Kanō | JPN | 2:30.43 |
| 27 augustus 2006 | Tomonori Watanabe | JPN | 2:17.50 | Kaori Yoshida | JPN | 2:32.53 |
| 28 augustus 2005 | Tomonori Watanabe | JPN | 2:14.50 | Masako Chiba | JPN | 2:25.46 |
| 29 augustus 2004 | Laban Kagika | KEN | 2:12.20 | Masako Chiba | JPN | 2:26.50 |
| 31 augustus 2003 | Erick Wainaina | KEN | 2:13.13 | Chihiro Tanaka | JPN | 2:34.11 |
| 25 augustus 2002 | Samson Kandie | KEN | 2:15.12 | Chika Horie | JPN | 2:26.11 |
| 26 augustus 2001 | Tsutomu Sassa | JPN | 2:13.45 | Masako Chiba | JPN | 2:30.39 |
| 27 augustus 2002 | Dionicio Cerón | MEX | 2:17.14 | Mayumi Ichikawa | JPN | 2:32.30 |
| 29 augustus 1999 | Masahiro Matsumoto | JPN | 2:12.08 | Kazumi Matsuo | JPN | 2:32.14 |
| 30 augustus 1998 | Ambesse Tolosa | MEX | 2:10.13 | Eri Yamaguchi | JPN | 2:27.36 |
| 31 augustus 1997 | Erick Wainaina | KEN | 2:13.45 | Chihiro Ogura | JPN | 2:33.30 |
| 25 augustus 1996 | Biruk Bekele | ETH | 2:14.26 | Tomoe Abe | JPN | 2:31.21 |
| 27 augustus 1995 | Tadesse Gebre | ETH | 2:15.07 | Yūko Arimori | JPN | 2:29.17 |
| 28 augustus 1994 | Erick Wainaina | KEN | 2:15.03 | Olga Appell | USA | 2:36.33 |
| 29 augustus 1993 | Tadesse Gebre | ETH | 2:15.34 | Nobuko Fujimura | JPN | 2:33.10 |
| 30 augustus 1992 | Michael Scout | RSA | 2:16.38 | Olga Appell | MEX | 2:30.22 |
| 4 augustus 1991  | Kōichi Fujita | JPN | 2:17.05 | Lorraine Moller | NZL | 2:33.20 |
| 26 augustus 1990 | Futoshi Shinohara | JPN | 2:15.32 | Lisa Rainsberger | USA | 2:31.29 |
| 27 augustus 1989 | Hiromi Taniguchi | JPN | 2:13.16 | Lorraine Moller | NZL | 2:36.39 |
| 4 september 1988 | Masayuki Nishi | JPN | 2:17.11 | Jane Welzel | USA | 2:40.53 |
| 6 september 1987 | Fjodor Ryschow | RUS | 2:24.28 | Ljuzija Beljajewa | RUS | 2:42.17 |

## Ontwikkeling van finishers
| jaar | totaal | waarvan vrouwen |
| ---- | ------ | --------------- |
| 2013 | 10.064 | 1530            |
| 2012 | 8076   | 1196            |
| 2011 | 6838   | 1045            |
| 2010 | 5715   | 0876            |
| 2009 | 6749   | 1018            |
| 2008 | 3005   | 0416            |
| 2007 | 2759   | 0355            |
| 2006 | 2203   | 0290            |
| 2005 | 2683   | 0328            |
| 2004 | 3003   | 0397            |
| 2003 | 2236   | 0267            |
| 2002 | 2249   | 0231            |
| 2001 | 1767   | 0176            |
| 2000 | 1788   | 0188            |
| 1999 | 2369   | 0225            |
| 1998 | 2299   | 0230            |
| 1997 | 1788   | 0155            |